# 지옥의 영웅들
《지옥의 영웅들》(The Big Red One, 빅 레드 원)은 1980년 미국에서 만들어진 새뮤얼 풀러 감독의 전쟁 영화이다. 제2차 세계 대전 중 미국 1보병사단 소속의 1개 분대의 활약상을 다뤘다. 영화는 북아프리카 전선에서 시작되어 서유럽 전선에서 끝나고, 분대 내에서 상사와 사병들간에 갈등과 해소가 중요하게 다뤄진다.

## 줄거리
영화는 제1차 세계대전 막바지에 미군 병사가 항복하는 독일군을 속임수로 오해해 살해하는 장면으로 시작된다. 이 병사는 이후 제2차 세계대전에서 "빅 레드 원" 부대의 노련한 하사가 되어 북아프리카 전선에서 부대원들을 이끈다. 이들은 시칠리아 상륙작전, 노르망디 오마하 해변 상륙, 프랑스 해방, 그리고 독일 본토 침공까지 2년여에 걸쳐 여러 전투를 치른다. 
전투 과정에서 하사는 독일군 병사 슈뢰더와 자주 마주치게 되고, 둘은 서로 군인은 살인자이지만 살인범은 아니라는 생각을 공유한다. 하지만 슈뢰더는 히틀러와 독일에 대한 무자비한 충성을 보인다. 프랑스 북부 전투 중 하사는 과거 자신이 독일군을 살해했던 제1차 세계대전 격전지를 다시 지나게 되고, 독일군들이 죽은 척 위장한 함정을 간파하여 부대원들을 안전하게 이끈다. 격전 중에 부상당한 프랑스인 남편은 하사에게 임신한 아내를 도와달라고 부탁하고, 하사 부대는 탱크 안에서 산파 역할을 하여 아이를 출산하게 돕는다. 이 혼란을 틈타 슈뢰더는 도망친다.
전쟁 마지막 단계에서 하사 부대는 체코슬로바키아의 포로수용소를 해방시키고 그곳의 참혹한 광경에 충격을 받는다. 수용소에서 만난 어린 소년은 곧 죽고, 하사는 숲에서 슈뢰더와 다시 마주쳐 그를 찌른다. 그러나 다시 한 번 종전이 4시간 전에 있었다는 것을 알게 된다. 이번에는 슈뢰더가 아직 살아있는 것을 발견하고 하사는 그를 살리기 위해 노력한다. 영화는 참전 경험을 공유한 하사와 독일군 슈뢰더가 결국 전우애 비슷한 감정을 느끼고, 전쟁에 참여하지 않았던 사람들과는 다른 유대감을 갖는다는 메시지를 전달하며 마무리된다.

## 영화 속 이야기
- 이 영화에서 독일군 전차 역할을 맡은 전차는 이스라엘군의 슈퍼 셔먼이었다.
- 리 마빈과 그의 부하들을 괴롭히는 독일군 병사는 북아프리카에서부터 유럽까지 전쟁이 끝날때까지 그들을 쫓아다니며 괴롭힌다(스토커 수준이다).
- 영화 《스타워즈》에 출연했던 마크 해밀도 "상사"를 지원하는 병사로 출연했다.

## 출연

### 주연
- 리 마빈
- 마크 해밀

### 조연
- 로버트 캐러딘
- 바비 디 시코
- 켈리 워드
- 스테판 오드랑
- 시그프리드 로치
- 세르지 마르컹

## 기타
- 미술: 피터 제이미슨
- 배역: 바바라 밀러

## 영화 제목에 대하여
영어 원제인 Big Red One은 미국 1보병사단의 별명이다. 이 별명은 특별한 의미가 있는 것이 아니고, 미 1보병사단의 사단 마크가 말 그대로 커다란(Big) 빨간(Red) 숫자 1(One)이기 때문에 붙은 별명이다. 영화 제목 자체가 주인공이 누구인지를 알려주는 것이다. 그러나 대한민국에서 출시되었을때에는 이 단순한 제목이 "지옥의 영웅들"이라는 거창한 이름으로 바뀌어 있는데, 흥행에 도움이 될 것으로 생각해서 그랬는지 어땠는지는 몰라도 불가사의한 수수께기 중 하나로, 수입업자가 Big Red One의 의미를 알았는지 여부도 불투명하다.